# 新潮ドキュメント賞
新潮ドキュメント賞（しんちょうドキュメントしょう）は、一般財団法人新潮文芸振興会が主催するノンフィクションを対象とした日本の文学賞である。ノンフィクションの既刊に与えられる文学賞としては最も後発である。前身は新潮学芸賞として1988年から2001年の第14回まで続いたものであったが、2002年からノンフィクションを対象とする新潮ドキュメント賞と、評論・エッセイを対象とする小林秀雄賞とに分離した。
2002年（平成14年）を第一回として、毎年8月に受賞作が発表される。発表誌は『新潮45』、同誌休刊後は『週刊新潮』。副賞100万円。過去の受賞作としては、賞が設立された2002年から2017年までの17の受賞作中、新潮社から発行された作品が8作品と5割近くを占める。

## 歴代受賞作

### 第1回から第10回
- 第1回（2002年）
  - 高木徹 『ドキュメント 戦争広告代理店：情報操作とボスニア紛争』（講談社）
- 第2回（2003年）
  - 磯田道史 『武士の家計簿 「加賀藩御算用者」の幕末維新』（新潮社〈新潮新書〉）
- 第3回（2004年）
  - 山本譲司 『獄窓記』（ポプラ社）
  - 日垣隆 『そして殺人者は野に放たれる』（新潮社）
- 第4回（2005年）
  - 中川一徳 『メディアの支配者（上・下）』（講談社）
- 第5回（2006年）
  - 佐藤優 『自壊する帝国』（新潮社）
- 第6回（2007年）
  - 福田ますみ 『でっちあげ：福岡「殺人教師」事件の真相』（新潮社）
- 第7回（2008年）
  - 長谷川まり子『少女売買：インドに売られたネパールの少女たち』（光文社）
- 第8回（2009年）
  - 蓮池薫『半島へ、ふたたび』（新潮社）
- 第9回（2010年）
  - 熊谷晋一郎『リハビリの夜』（医学書院〈シリーズケアをひらく〉）
- 第10回（2011年）
  - 堀川惠子『裁かれた命：死刑囚から届いた手紙』（講談社）

### 第11回から第20回
- 第11回（2012年）
  - 増田俊也『木村政彦はなぜ力道山を殺さなかったのか』（新潮社）
- 第12回（2013年）
  - 佐々木実『市場と権力：「改革」に憑かれた経済学者の肖像』（講談社）
- 第13回（2014年）
  - 清水潔『殺人犯はそこにいる：隠蔽された北関東連続幼女誘拐殺人事件』（新潮社）
- 第14回（2015年）
  - 永栄潔『ブンヤ暮らし三十六年：回想の朝日新聞』（草思社）
- 第15回（2016年）
  - 石井妙子『原節子の真実』（新潮社）
- 第16回（2017年）
  - ブレイディみかこ『子どもたちの階級闘争：ブロークン・ブリテンの無料託児所から』（みすず書房）
- 第17回（2018年）
  - 古川勝久『北朝鮮 核の資金源：「国連捜査」秘録』（新潮社）
- 第18回（2019年）
  - 河合香織『選べなかった命：出生前診断の誤診で生まれた子』（文藝春秋）
- 第19回（2020年）
  - 横田増生『潜入ルポ amazon帝国』（小学館）
- 第20回（2021年）
  - 石井光太『こどもホスピスの奇跡：短い人生の「最期」をつくる』（新潮社）

### 第21回から
- 第21回（2022年）
  - 鈴木忠平『嫌われた監督：落合博満は中日をどう変えたのか』（文藝春秋）
- 第22回（2023年）
  - 三浦英之『太陽の子：日本がアフリカに置き去りにした秘密』（集英社）
- 第23回（2024年）[1]
  - 小沢慧一『南海トラフ地震の真実』（東京新聞）ISBN　978-4-8083-1088-2

## 候補作
- 第1回（2002年）
  - 『特捜検察の闇』魚住昭（文藝春秋）
  - 『政治家やめます。：ある自民党代議士の十年間』小林照幸（毎日新聞社）
  - 『スターリン：家族の肖像』福田ますみ（文藝春秋）
  - 『鈴木宗男研究』加藤昭（新潮社）
  - 『たまもの』神蔵美子（筑摩書房）

- 第2回（2003年）
  - 『北のサラムたち：日本人ジャーナリストが見た、北朝鮮難民の“真実”』石丸次郎（インフォバーン）
  - 『東海村臨界事故：被曝治療83日間の記録』NHK取材班（岩波書店）
  - 『さびしいまる、くるしいまる。』中村うさぎ（角川書店）
  - 『食肉の帝王：巨富をつかんだ男 浅田満』溝口敦（講談社）

- 第3回（2004年）
  - 『年金大崩壊』『年金の悲劇：老後の安心はなぜ消えたか』岩瀬達哉（講談社）
  - 『歪んだ正義：特捜検察の語られざる真相』宮本雅史（情報センター出版局）
  - 『壊れた脳 生存する知』山田規畝子（講談社）

- 第4回（2005年）
  - 『僕の見た「大日本帝国」：教わらなかった歴史と出会う旅』西牟田靖（情報センター出版局）
  - 『国家の罠：外務省のラスプーチンと呼ばれて』佐藤優（新潮社）
  - 『私の家は山の向こう：テレサ・テン十年目の真実』有田芳生（文藝春秋）
  - 『小児救急：「悲しみの家族たち」の物語』鈴木敦秋（講談社）

- 第5回（2006年）
  - 『下山事件：最後の証言』柴田哲孝（祥伝社）
  - 『散るぞ悲しき：硫黄島総指揮官・栗林忠道』梯久美子（新潮社）
  - 『おそめ：伝説の銀座マダムの数奇にして華麗な半生』石井妙子（洋泉社）
  - 『ヒルズ黙示録：検証・ライブドア』大鹿靖明（朝日新聞社）

- 第6回（2007年）
  - 『心にナイフをしのばせて』奥野修司（文藝春秋）
  - 『レクイエム：「日本型金融哲学」に殉じた銀行マンたち』伯野卓彦（日本放送出版協会）
  - 『星新一：一〇〇一話をつくった人』最相葉月（新潮社）
  - 『生物と無生物のあいだ』福岡伸一（講談社〈講談社現代新書〉）

- 第7回（2008年）
  - 『蟻の兵隊：日本兵2600人山西省残留の真相』池谷薫（新潮社）
  - 『甲子園が割れた日：松井秀喜5連続敬遠の真実』中村計（新潮社）
  - 『恋と伯爵と大正デモクラシー：有馬頼寧日記1919』山本一生（日本経済新聞出版社）
  - 『磯崎新の「都庁」：戦後日本最大のコンペ』平松剛（文藝春秋）

- 第8回（2009年）
  - 『なぜ君は絶望と闘えたのか：本村洋の3300日』門田隆将（新潮社）
  - 『ケニア！：彼らはなぜ速いのか』忠鉢信一（文藝春秋）
  - 『自治体クライシス：赤字第三セクターとの闘い』伯野卓彦（講談社）
  - 『戦争詐欺師』菅原出（講談社）

- 第9回（2010年）
  - 『ルポ 資源大陸アフリカ：暴力が結ぶ貧困と繁栄』白戸圭一（東洋経済新報社）
  - 『天才 勝新太郎』春日太一（文藝春秋〈文春新書〉）
  - 『医薬品クライシス：78兆円市場の激震』佐藤健太郎（新潮社〈新潮新書〉）
  - 『仕事漂流：就職氷河期世代の「働き方」』稲泉連（プレジデント社）

- 第10回（2011年）
  - 『迷える者の禅修行：ドイツ人住職が見た日本仏教』ネルケ無方（新潮社〈新潮新書〉）
  - 『凋落：木村剛と大島健伸』高橋篤史（東洋経済新報社）
  - 『ホームレス歌人のいた冬』三山喬（東海教育研究所）
  - 『困ってるひと』大野更紗（ポプラ社）
  - 『詩の礫』 和合亮一（徳間書店）

- 第11回（2012年）
  - 『雪男は向こうからやって来た』角幡唯介（集英社）
  - 『絶望の国の幸福な若者たち』古市憲寿（講談社）
  - 『遺体：震災、津波の果てに』石井光太（新潮社）
  - 『なぜ院長は「逃亡犯」にされたのか：見捨てられた原発直下「双葉病院」恐怖の7日間』森功（講談社）

- 第12回（2013年）
  - 『歌に私は泣くだらう：妻・河野裕子闘病の十年』永田和宏（新潮社）
  - 『謎の独立国家ソマリランド：そして海賊国家プントランドと戦国南部ソマリア』高野秀行（本の雑誌社）
  - 『漂白される社会』開沼博（ダイヤモンド社）
  - 『小沢一郎 淋しき家族の肖像』松田賢弥（文藝春秋）

- 第13回（2014年）
  - 『精神医療ダークサイド』佐藤光展（講談社〈講談社現代新書〉）
  - 『辞書になった男：ケンボー先生と山田先生』佐々木健一（文藝春秋）
  - 『東京タクシードライバー』山田清機（朝日新聞出版）
  - 『会社が消えた日：三洋電機10万人のそれから』大西康之（日経BP社）

- 第14回（2015年）
  - 『最貧困女子』鈴木大介（幻冬舎〈幻冬舎新書〉）
  - 『はじめての福島学』開沼博（イースト・プレス）
  - 『葬送の仕事師たち』井上理津子 （新潮社）
  - 『福井モデル：未来は地方から始まる』藤吉雅春（文藝春秋）

- 第15回（2016年）
  - 『五色の虹：満州建国大学卒業生たちの戦後』三浦英之（集英社）
  - 『外道クライマー』宮城公博（集英社インターナショナル）
  - 『失われた甲子園：記憶をなくしたエースと1989年の球児たち』赤坂英一 （講談社）
  - 『ロケット・ササキ：ジョブズが憧れた伝説のエンジニア・佐々木正』大西康之（新潮社）

- 第16回（2017年）
  - 『勝ち過ぎた監督：駒大苫小牧幻の三連覇』中村計（集英社）
  - 『バブル：日本迷走の原点 1980 - 1989』永野健二（新潮社）
  - 『新宮沢賢治の真実：修羅を生きた詩人』今野勉 （新潮社）
  - 『バッタを倒しにアフリカへ』 前野ウルド浩太郎（光文社〈光文社新書〉）

- 第17回（2018年）
  - 『安楽死を遂げるまで』宮下洋一（小学館）
  - 『ルポ 川崎』磯部涼（サイゾー）
  - 『軌道：福知山線脱線事故 JR西日本を変えた闘い』松本創 （東洋経済新報社）
  - 『ノモレ』 国分拓（新潮社）

- 第18回（2019年）
  - 『記者、ラストベルトに住む：トランプ王国、冷めぬ熱狂』金成隆一（朝日新聞出版）
  - 『吃音：伝えられないもどかしさ』近藤雄生（新潮社）
  - 『孤独の意味も、女であることの味わいも』三浦瑠麗（新潮社）
  - 『安楽死を遂げた日本人』 宮下洋一（小学館）

- 第19回（2020年）
  - 『ケーキの切れない非行少年たち』宮口幸治（新潮社〈新潮新書〉）
  - 『ぼけますから、よろしくお願いします。』信友直子（新潮社）
  - 『聖なるズー』濱野ちひろ（集英社）
  - 『エンド・オブ・ライフ』佐々涼子（集英社インターナショナル）

- 第20回（2021年）
  - 『一八〇秒の熱量』山本草介（双葉社）
  - 『エクソダス：アメリカ国境の狂気と祈り』村山祐介（新潮社）
  - 『起業の天才！：江副浩正 8兆円企業リクルートをつくった男』大西康之（東洋経済新報社）
  - 『災害特派員』三浦英之（朝日新聞出版）

- 第21回（2022年）
  - 『2030 半導体の地政学：戦略物資を支配するのは誰か』太田泰彦（日本経済新聞出版）
  - 『防災アプリ特務機関NERV：最強の災害情報インフラをつくったホワイトハッカーの10年』川口穣（平凡社）
  - 『あの胸が岬のように遠かった：河野裕子との青春』永田和宏（新潮社）
  - 『マイホーム山谷』末並俊司（小学館）

- 第22回（2023年）
  - 『親愛なるレニー：レナード・バーンスタインと戦後日本の物語』 吉原真里（アルテスパブリッシング）
  - 『黒い海：船は突然、深海へ消えた』伊澤理江（講談社）
  - 『北関東の異界 エスニック国道354号線：絶品メシとリアル日本』室橋裕和（新潮社）
  - 『ルポ 国際ロマンス詐欺』水谷竹秀（小学館〈小学館新書〉）

- 第23回（2024年）
  - 『穏やかなゴースト：画家・中園孔二を追って』村岡俊也（新潮社）
  - 『それでも私は介護の仕事を続けていく』六車由実（KADOKAWA）
  - 『怪物に出会った日：井上尚弥と闘うということ』森合正範（講談社）
  - 『ユニクロ』杉本貴司（日経BP）

## 選考委員
- 2002年 - 2009年 櫻井よしこ、柳美里、柳田邦男、藤原正彦、藤原新也
- 2010年 - 2011年 櫻井よしこ、福田和也、藤原正彦、保阪正康、柳美里
- 2012年 - 2017年 櫻井よしこ、福田和也、藤原正彦、保阪正康、恩田陸
- 2017年 - [2] 池上彰、藤原正彦、櫻井よしこ、梯久美子、保阪正康

## その他のノンフィクション賞
- 大宅壮一ノンフィクション賞
- 講談社ノンフィクション賞
- 小学館ノンフィクション大賞
- 開高健ノンフィクション賞
- 本屋大賞